# (31480) Jonahbutler
1999 CN47 (asteroide 31480) é um asteroide da cintura principal. Possui uma excentricidade de 0.12447250 e uma inclinação de 4.21963º.
Este asteroide foi descoberto no dia 10 de fevereiro de 1999 por LINEAR em Socorro.